# Ro (kana)
En l'escriptura japonesa, ろ hiragana, ロ katakana és un kana de que representa la mora ro. Ocupen el 43è lloc en el sistema modern d'ordenació alfabètica gojūon (五十音), entre れ i わ; i el segon en el poema Iroha, entre い i は. A la taula a la dreta, que segueix l'ordre gojūon (per columnes, i de dreta a esquerra), es troba a la novena columna (ら行, "columna RA") i la cinquena fila (お段, "fila O").
Tant ろ com ロ provenen del kanji 吕.

## Romanització
Segons els sistemes de romanització Hepburn, Kunrei-shiki i Nihon-shiki, ろ, ロ es romanitzen com "ro".

## Escriptura
El caràcter ろ s'escriu amb un sol traç amb una forma que recorda el nombre 3. Comença sent horitzontal cap a la dreta, posteriorment diagonal cap avall a l'esquerra i finalment forma un ampli arc de circumferència. A diferència de る, no acaba en bucle.

El caràcter ロ s'escriu amb tres traços:
1. Traç vertical cap avall a la part esquerra del caràcter.
2. Traç compost per una línia horitzontal cap a la dreta i una altra vertical cap avall.
3. Traç horitzontal cap a la dreta a la part inferior del caràcter. El caràcter, en el seu conjunt, ha de tenir forma de quadrat.

## Altres representacions
- Sistema braille:

| - ● ● ● -- |

- Alfabet fonètic: "ローマのロ" ("elrodeRoma")
- Codi Morse: - --